# Torneos mayores de golf masculino
Los torneos mayores de golf masculino, también llamados los torneos grandes o the Majors por su nombre en inglés, son los cuatro torneos más importantes del circuito masculino de golf. En el orden en que se juegan en la actualidad, son:
- Abril - Masters de Augusta (fin de semana del segundo domingo de abril) - se juega en el Augusta National Golf Club.
- Mayo - Campeonato de la PGA (fin de semana del tercer domingo de mayo) - organizado por la PGA y jugado en un campo de golf de Estados Unidos.
- Junio - Abierto de los Estados Unidos (fin de semana del tercer domingo de junio) - organizado por la USGA y jugado en un campo de golf de Estados Unidos.
- Julio - Abierto Británico (fin de semana del tercer viernes de julio) - organizado por The Royal and Ancient Golf Club of St Andrews y jugado en un links (campo de golf situado en una zona costera) de Reino Unido.

Originalmente, los torneos majors eran el Abierto Británico, el British Amateur, el Abierto de los Estados Unidos y el US Amateur. Bobby Jones ganó el Grand Slam en 1930 al vencer en los cuatro torneos el mismo año. Con la aparición del Masters de Augusta en 1934, y el auge del golf profesional en los años 40 y 50, se empezaron a llamar majors a los cuatro torneos actuales: el Masters de Augusta, el Abierto de los Estados Unidos, el Open británico de golf y el Campeonato de la PGA. No es fácil determinar en qué momento concreto se acuñó el término con los actuales cuatro torneos, aunque algunas fuentes lo atribuyen a Arnold Palmer, quien en 1960 - después de ganar los dos primeros torneos de la temporada (el Masters de Augusta y el US Open) - comentó que si ganaba el Abierto británico y el Campeonato de la PGA, habría completado un "grand slam propio" como ya hiciera Bobby Jones en 1930.
El major de más antigüedad, el Abierto británico, es el único que tiene lugar fuera de los Estados Unidos. El Masters es el único de los cuatro torneos que se juega cada año en el mismo campo, el Augusta National Golf Club. Cada uno de estos torneos está organizado por una asociación distinta, pero su estatus especial es reconocido en todo el mundo. Los ganadores de cualquiera de los majors reciben 100 puntos en la Clasificación Oficial de Golfistas, además del premio en metálico que implica cada torneo. Los torneos se celebran anualmente en el siguiente orden:
Aparte de otros eventos bienales, como son la Copa Ryder y la Copa de Presidentes (competiciones de selecciones), los majors son los torneos que reúnen a los más importantes jugadores de golf del momento. Los jugadores de élite de todo el mundo participan en ellos, y la reputación de ellos depende en gran medida del resultado que hayan tenido en estos torneos a lo largo de su carrera. Y aunque los premios de estos torneos no son los más suculentos del circuito, el ganarlos impulsa la carrera del jugador más que el resto de los torneos.
Además existe un torneo llamado The Players, que en un inicio tenía lugar en el mes de marzo, y desde el 2007 hasta el año 2018 se jugó en la segunda semana de mayo, pero a partir del 2019 ha regresado al mes de marzo, y que es denominado por algunos como el "quinto major". Si bien oficialmente no es todavía uno de ellos, el torneo atrae tanta expectación y tantos jugadores de élite como cualquiera de los majors. Con el movimiento de fechas producido a partir de 2007, se piensa que llegará a considerarse oficialmente un major, aunque no se le considere parte del Grand Slam. Fuera de los Estados Unidos, sin embargo, la idea no gusta, ya que si se incluyera este nuevo torneo, la proporción de majors que se jugarían en Estados Unidos sería de cuatro frente a uno.

## Ganadores de los majors
| Año       | Masters de Augusta     | Abierto de los Estados Unidos | Abierto Británico      | Campeonato de la PGA   |
| --------- | ---------------------- | ----------------------------- | ---------------------- | ---------------------- |
| Ediciones | 89                     | 125                           | 153                    | 107                    |
| 2025      | Rory McIlroy           | J. J. Spaun                   | Scottie Scheffler      | Scottie Scheffler      |
| 2024      | Scottie Scheffler      | Bryson DeChambeau             | Xander Schauffele      | Xander Schauffele      |
| 2023      | Jon Rahm               | Wyndham Clark                 | Brian Harman           | Brooks Koepka          |
| 2022      | Scottie Scheffler      | Matt Fitzpatrick              | Cameron Smith          | Justin Thomas          |
| 2021      | Hideki Matsuyama       | Jon Rahm                      | Collin Morikawa        | Phil Mickelson         |
| 2020      | Dustin Johnson         | Bryson DeChambeau             | COVID-19               | Collin Morikawa        |
| 2019      | Tiger Woods            | Gary Woodland                 | Shane Lowry            | Brooks Koepka          |
| 2018      | Patrick Reed           | Brooks Koepka                 | Francesco Molinari     | Brooks Koepka          |
| 2017      | Sergio García          | Brooks Koepka                 | Jordan Spieth          | Justin Thomas          |
| 2016      | Danny Willett          | Dustin Johnson                | Henrik Stenson         | Jimmy Walker           |
| 2015      | Jordan Spieth          | Jordan Spieth                 | Zach Johnson           | Jason Day              |
| 2014      | Bubba Watson           | Martin Kaymer                 | Rory McIlroy           | Rory McIlroy           |
| 2013      | Adam Scott             | Justin Rose                   | Phil Mickelson         | Jason Dufner           |
| 2012      | Bubba Watson           | Webb Simpson                  | Ernie Els              | Rory McIlroy           |
| 2011      | Charl Schwartzel       | Rory McIlroy                  | Darren Clarke          | Keegan Bradley         |
| 2010      | Phil Mickelson         | Graeme McDowell               | Louis Oosthuizen       | Martin Kaymer          |
| 2009      | Ángel Cabrera          | Lucas Glover                  | Stewart Cink           | Y. E. Yang             |
| 2008      | Trevor Immelman        | Tiger Woods                   | Pádraig Harrington     | Pádraig Harrington     |
| 2007      | Zach Johnson           | Ángel Cabrera                 | Pádraig Harrington     | Tiger Woods            |
| 2006      | Phil Mickelson         | Geoff Ogilvy                  | Tiger Woods            | Tiger Woods            |
| 2005      | Tiger Woods            | Michael Campbell              | Tiger Woods            | Phil Mickelson         |
| 2004      | Phil Mickelson         | Retief Goosen                 | Todd Hamilton          | Vijay Singh            |
| 2003      | Mike Weir              | Jim Furyk                     | Ben Curtis             | Shaun Micheel          |
| 2002      | Tiger Woods            | Tiger Woods                   | Ernie Els              | Rich Beem              |
| 2001      | Tiger Woods            | Retief Goosen                 | David Duval            | David Toms             |
| 2000      | Vijay Singh            | Tiger Woods                   | Tiger Woods            | Tiger Woods            |
| 1999      | José María Olazábal    | Payne Stewart                 | Paul Lawrie            | Tiger Woods            |
| 1998      | Mark O'Meara           | Lee Janzen                    | Mark O'Meara           | Vijay Singh            |
| 1997      | Tiger Woods            | Ernie Els                     | Justin Leonard         | Davis Love III         |
| 1996      | Nick Faldo             | Steve Jones                   | Tom Lehman             | Mark Brooks            |
| 1995      | Ben Crenshaw           | Corey Pavin                   | John Daly              | Steve Elkington        |
| 1994      | José María Olazábal    | Ernie Els                     | Nick Price             | Nick Price             |
| 1993      | Bernhard Langer        | Lee Janzen                    | Greg Norman            | Paul Azinger           |
| 1992      | Fred Couples           | Tom Kite                      | Nick Faldo             | Nick Price             |
| 1991      | Ian Woosnam            | Payne Stewart                 | Ian Baker-Finch        | John Daly              |
| 1990      | Nick Faldo             | Hale Irwin                    | Nick Faldo             | Wayne Grady            |
| 1989      | Nick Faldo             | Curtis Strange                | Mark Calcavecchia      | Payne Stewart          |
| 1988      | Sandy Lyle             | Curtis Strange                | Severiano Ballesteros  | Jeff Sluman            |
| 1987      | Larry Mize             | Scott Simpson                 | Nick Faldo             | Larry Nelson           |
| 1986      | Jack Nicklaus          | Ray Floyd                     | Greg Norman            | Bob Tway               |
| 1985      | Bernhard Langer        | Andy North                    | Sandy Lyle             | Hubert Green           |
| 1984      | Ben Crenshaw           | Fuzzy Zoeller                 | Severiano Ballesteros  | Lee Trevino            |
| 1983      | Severiano Ballesteros  | Larry Nelson                  | Tom Watson             | Hal Sutton             |
| 1982      | Craig Stadler          | Tom Watson                    | Tom Watson             | Ray Floyd              |
| 1981      | Tom Watson             | David Graham                  | Bill Rogers            | Larry Nelson           |
| 1980      | Severiano Ballesteros  | Jack Nicklaus                 | Tom Watson             | Jack Nicklaus          |
| 1979      | Fuzzy Zoeller          | Hale Irwin                    | Severiano Ballesteros  | David Graham           |
| 1978      | Gary Player            | Andy North                    | Jack Nicklaus          | John Mahaffey          |
| 1977      | Tom Watson             | Hubert Green                  | Tom Watson             | Lanny Wadkins          |
| 1976      | Ray Floyd              | Jerry Pate                    | Johnny Miller          | Dave Stockton          |
| 1975      | Jack Nicklaus          | Lou Graham                    | Tom Watson             | Jack Nicklaus          |
| 1974      | Gary Player            | Hale Irwin                    | Gary Player            | Lee Trevino            |
| 1973      | Tommy Aaron            | Johnny Miller                 | Tom Weiskopf           | Jack Nicklaus          |
| 1972      | Jack Nicklaus          | Jack Nicklaus                 | Lee Trevino            | Gary Player            |
| 1971      | Charles Coody          | Lee Trevino                   | Lee Trevino            | Jack Nicklaus          |
| 1970      | Billy Casper           | Tony Jacklin                  | Jack Nicklaus          | Dave Stockton          |
| 1969      | George Archer          | Orville Moody                 | Tony Jacklin           | Ray Floyd              |
| 1968      | Bob Goalby             | Lee Trevino                   | Gary Player            | Julius Boros           |
| 1967      | Gay Brewer             | Jack Nicklaus                 | Roberto De Vicenzo     | Don January            |
| 1966      | Jack Nicklaus          | Billy Casper                  | Jack Nicklaus          | Al Geiberger           |
| 1965      | Jack Nicklaus          | Gary Player                   | Peter Thomson          | Dave Marr              |
| 1964      | Arnold Palmer          | Ken Venturi                   | Tony Lema              | Bobby Nichols          |
| 1963      | Jack Nicklaus          | Julius Boros                  | Bob Charles            | Jack Nicklaus          |
| 1962      | Arnold Palmer          | Jack Nicklaus                 | Arnold Palmer          | Gary Player            |
| 1961      | Gary Player            | Gene Littler                  | Arnold Palmer          | Jerry Barber           |
| 1960      | Arnold Palmer          | Arnold Palmer                 | Kel Nagle              | Jay Hebert             |
| 1959      | Art Wall, Jr.          | Billy Casper                  | Gary Player            | Bob Rosburg            |
| 1958      | Arnold Palmer          | Tommy Bolt                    | Peter Thomson          | Dow Finsterwald        |
| 1957      | Doug Ford              | Dick Mayer                    | Bobby Locke            | Lionel Hebert          |
| 1956      | Jack Burke Jr.         | Cary Middlecoff               | Peter Thomson          | Jack Burke Jr.         |
| 1955      | Cary Middlecoff        | Jack Fleck                    | Peter Thomson          | Doug Ford              |
| 1954      | Sam Snead              | Ed Furgol                     | Peter Thomson          | Chick Harbert          |
| 1953      | Ben Hogan              | Ben Hogan                     | Ben Hogan              | Walter Burkemo         |
| 1952      | Sam Snead              | Julius Boros                  | Bobby Locke            | Jim Turnesa            |
| 1951      | Ben Hogan              | Ben Hogan                     | Max Faulkner           | Sam Snead              |
| 1950      | Jimmy Demaret          | Ben Hogan                     | Bobby Locke            | Chandler Harper        |
| 1949      | Sam Snead              | Cary Middlecoff               | Bobby Locke            | Sam Snead              |
| 1948      | Claude Harmon          | Ben Hogan                     | Henry Cotton           | Ben Hogan              |
| 1947      | Jimmy Demaret          | Lew Worsham                   | Fred Daly              | Jim Ferrier            |
| 1946      | Herman Keiser          | Lloyd Mangrum                 | Sam Snead              | Ben Hogan              |
| 1945      | Segunda Guerra Mundial | Segunda Guerra Mundial        | Segunda Guerra Mundial | Byron Nelson           |
| 1944      | Segunda Guerra Mundial | Segunda Guerra Mundial        | Segunda Guerra Mundial | Bob Hamilton           |
| 1943      | Segunda Guerra Mundial | Segunda Guerra Mundial        | Segunda Guerra Mundial | Segunda Guerra Mundial |
| 1942      | Byron Nelson           | Segunda Guerra Mundial        | Segunda Guerra Mundial | Sam Snead              |
| 1941      | Craig Wood             | Craig Wood                    | Segunda Guerra Mundial | Vic Ghezzi             |
| 1940      | Jimmy Demaret          | Lawson Little                 | Segunda Guerra Mundial | Byron Nelson           |
| 1939      | Ralph Guldahl          | Byron Nelson                  | Richard Burton         | Henry Picard           |
| 1938      | Henry Picard           | Ralph Guldahl                 | Reg Whitcombe          | Paul Runyan            |
| 1937      | Byron Nelson           | Ralph Guldahl                 | Henry Cotton           | Denny Shute            |
| 1936      | Horton Smith           | Tony Manero                   | Alf Padgham            | Denny Shute            |
| 1935      | Gene Sarazen           | Sam Parks, Jr                 | Alf Perry              | Johnny Revolta         |
| 1934      | Horton Smith           | Olin Dutra                    | Henry Cotton           | Paul Runyan            |
| 1933      | No existía             | Johnny Goodman                | Denny Shute            | Gene Sarazen           |
| 1932      | No existía             | Gene Sarazen                  | Gene Sarazen           | Olin Dutra             |
| 1931      | No existía             | Billy Burke                   | Tommy Armour           | Tom Creavy             |
| 1930      | No existía             | Bobby Jones                   | Bobby Jones            | Tommy Armour           |
| 1929      | No existía             | Bobby Jones                   | Walter Hagen           | Leo Diegel             |
| 1928      | No existía             | Johnny Farrell                | Walter Hagen           | Leo Diegel             |
| 1927      | No existía             | Tommy Armour                  | Bobby Jones            | Walter Hagen           |
| 1926      | No existía             | Bobby Jones                   | Bobby Jones            | Walter Hagen           |
| 1925      | No existía             | Willie MacFarlane             | Jim Barnes             | Walter Hagen           |
| 1924      | No existía             | Cyril Walker                  | Walter Hagen           | Walter Hagen           |
| 1923      | No existía             | Bobby Jones                   | Arthur Havers          | Gene Sarazen           |
| 1922      | No existía             | Gene Sarazen                  | Walter Hagen           | Gene Sarazen           |
| 1921      | No existía             | Jim Barnes                    | Jock Hutchison         | Walter Hagen           |
| 1920      | No existía             | Ted Ray                       | George Duncan          | Jock Hutchison         |
| 1919      | No existía             | Walter Hagen                  | Primera Guerra Mundial | Jim Barnes             |
| 1918      | No existía             | Primera Guerra Mundial        | Primera Guerra Mundial | Primera Guerra Mundial |
| 1917      | No existía             | Primera Guerra Mundial        | Primera Guerra Mundial | Primera Guerra Mundial |
| 1916      | No existía             | Chick Evans                   | Primera Guerra Mundial | Jim Barnes             |
| 1915      | No existía             | Jerome Travers                | Primera Guerra Mundial | No existía             |
| 1914      | No existía             | Walter Hagen                  | Harry Vardon           | No existía             |
| 1913      | No existía             | Francis Ouimet                | John Henry Taylor      | No existía             |
| 1912      | No existía             | John McDermott                | Ted Ray                | No existía             |
| 1911      | No existía             | John McDermott                | Harry Vardon           | No existía             |
| 1910      | No existía             | Alex Smith                    | James Braid            | No existía             |
| 1909      | No existía             | George Sargent                | John Henry Taylor      | No existía             |
| 1908      | No existía             | Fred McLeod                   | James Braid            | No existía             |
| 1907      | No existía             | Alec Ross                     | Arnaud Massy           | No existía             |
| 1906      | No existía             | Alex Smith                    | James Braid            | No existía             |
| 1905      | No existía             | Willie Anderson               | James Braid            | No existía             |
| 1904      | No existía             | Willie Anderson               | Jack White             | No existía             |
| 1903      | No existía             | Willie Anderson               | Harry Vardon           | No existía             |
| 1902      | No existía             | Laurie Auchterlonie           | Sandy Herd             | No existía             |
| 1901      | No existía             | Willie Anderson               | James Braid            | No existía             |
| 1900      | No existía             | Harry Vardon                  | John Henry Taylor      | No existía             |
| 1899      | No existía             | Willie Smith                  | Harry Vardon           | No existía             |
| 1898      | No existía             | Fred Herd                     | Harry Vardon           | No existía             |
| 1897      | No existía             | Joe Lloyd                     | Harold Hilton          | No existía             |
| 1896      | No existía             | James Foulis                  | Harry Vardon           | No existía             |
| 1895      | No existía             | Horace Rawlins                | John Henry Taylor      | No existía             |
| 1894      | No existía             | No existía                    | John Henry Taylor      | No existía             |
| 1893      | No existía             | No existía                    | Willie Auchterlonie    | No existía             |
| 1892      | No existía             | No existía                    | Harold Hilton          | No existía             |
| 1891      | No existía             | No existía                    | Hugh Kirkaldy          | No existía             |
| 1890      | No existía             | No existía                    | John Ball, Jnr         | No existía             |
| 1889      | No existía             | No existía                    | Willie Park, Jnr       | No existía             |
| 1888      | No existía             | No existía                    | Jack Burns             | No existía             |
| 1887      | No existía             | No existía                    | Willie Park, Jnr       | No existía             |
| 1886      | No existía             | No existía                    | David Brown            | No existía             |
| 1885      | No existía             | No existía                    | Bob Martin             | No existía             |
| 1884      | No existía             | No existía                    | Jack Simpson           | No existía             |
| 1883      | No existía             | No existía                    | Willie Fernie          | No existía             |
| 1882      | No existía             | No existía                    | Bob Ferguson           | No existía             |
| 1881      | No existía             | No existía                    | Bob Ferguson           | No existía             |
| 1880      | No existía             | No existía                    | Bob Ferguson           | No existía             |
| 1879      | No existía             | No existía                    | Jamie Anderson         | No existía             |
| 1878      | No existía             | No existía                    | Jamie Anderson         | No existía             |
| 1877      | No existía             | No existía                    | Jamie Anderson         | No existía             |
| 1876      | No existía             | No existía                    | Bob Martin             | No existía             |
| 1875      | No existía             | No existía                    | Willie Park, Snr       | No existía             |
| 1874      | No existía             | No existía                    | Mungo Park             | No existía             |
| 1873      | No existía             | No existía                    | Tom Kidd               | No existía             |
| 1872      | No existía             | No existía                    | Tom Morris Jr.         | No existía             |
| 1871      | No existía             | No existía                    | No se jugó             | No existía             |
| 1870      | No existía             | No existía                    | Tom Morris Jr.         | No existía             |
| 1869      | No existía             | No existía                    | Tom Morris Jr.         | No existía             |
| 1868      | No existía             | No existía                    | Tom Morris Jr.         | No existía             |
| 1867      | No existía             | No existía                    | Tom Morris Sr.         | No existía             |
| 1866      | No existía             | No existía                    | Willie Park, Snr       | No existía             |
| 1865      | No existía             | No existía                    | Andrew Strath          | No existía             |
| 1864      | No existía             | No existía                    | Tom Morris Sr.         | No existía             |
| 1863      | No existía             | No existía                    | Willie Park, Snr       | No existía             |
| 1862      | No existía             | No existía                    | Tom Morris Sr.         | No existía             |
| 1861      | No existía             | No existía                    | Tom Morris Sr.         | No existía             |
| 1860      | No existía             | No existía                    | Willie Park Snr        | No existía             |

## Torneos ganados por país
| Década | Total | ARG | AUS | CAN | ENG | FIJ | FRA | GER | IRL | KOR | NZL | NIR | SCO | RSA | ESP | USA | WAL | ZIM | EUR | Otros1 |
| Total  | 449   | 3   | 17  | 1   | 44  | 3   | 1   | 4   | 4   | 1   | 2   | 7   | 55  | 22  | 8   | 273 | 1   | 3   | 124 | 52     |
| ------ | ----- | --- | --- | --- | --- | --- | --- | --- | --- | --- | --- | --- | --- | --- | --- | --- | --- | --- | --- | ------ |
| 2010s  | 38*   | -   | 2   | -   | 2   | -   | -   | 2   | 1   | -   | -   | 6   | -   | 3   | 1   | 21  | -   | -   | 12  | 5      |
| 2000s  | 40    | 2   | 1   | 1   | -   | 2   | -   | -   | 3   | 1   | 1   | -   | -   | 4   | -   | 25  | -   | -   | 3   | 12     |
| 1990s  | 40    | -   | 4   | -   | 4   | 1   | -   | 1   | -   | -   | -   | -   | 1   | 2   | 2   | 21  | 1   | 3   | 9   | 10     |
| 1980s  | 40    | -   | 2   | -   | 2   | -   | -   | 1   | -   | -   | -   | -   | 2   | -   | 4   | 29  | -   | -   | 9   | 2      |
| 1970s  | 40    | -   | 1   | -   | 1   | -   | -   | -   | -   | -   | -   | -   | -   | 4   | 1   | 33  | -   | -   | 2   | 5      |
| 1960s  | 40    | 1   | 2   | -   | 1   | -   | -   | -   | -   | -   | 1   | -   | -   | 4   | -   | 31  | -   | -   | 1   | 8      |
| 1950s  | 40    | -   | 4   | -   | 1   | -   | -   | -   | -   | -   | -   | -   | -   | 4   | -   | 31  | -   | -   | 1   | 8      |
| 1940s  | 26    | -   | 1   | -   | 1   | -   | -   | -   | -   | -   | -   | 1   | -   | 1   | -   | 22  | -   | -   | 2   | 2      |
| 1930s  | 36    | -   | -   | -   | 6   | -   | -   | -   | -   | -   | -   | -   | -   | -   | -   | 30  | -   | -   | 6   | -      |
| 1920s  | 30    | -   | -   | -   | 5   | -   | -   | -   | -   | -   | -   | -   | 2   | -   | -   | 23  | -   | -   | 7   | -      |
| 1910s  | 15    | -   | -   | -   | 6   | -   | -   | -   | -   | -   | -   | -   | 2   | -   | -   | 7   | -   | -   | 8   | -      |
| 1900s  | 20    | -   | -   | -   | 5   | -   | 1   | -   | -   | -   | -   | -   | 14  | -   | -   | -   | -   | -   | 20  | -      |
| 1890s  | 15    | -   | -   | -   | 10  | -   | -   | -   | -   | -   | -   | -   | 5   | -   | -   | -   | -   | -   | 15  | -      |
| 1880s  | 10    | -   | -   | -   | -   | -   | -   | -   | -   | -   | -   | -   | 10  | -   | -   | -   | -   | -   | 10  | -      |
| 1870s  | 9     | -   | -   | -   | -   | -   | -   | -   | -   | -   | -   | -   | 9   | -   | -   | -   | -   | -   | 9   | -      |
| 1860s  | 10    | -   | -   | -   | -   | -   | -   | -   | -   | -   | -   | -   | 10  | -   | -   | -   | -   | -   | 10  | -      |

1 - Países del resto del mundo sin incluir Estados Unidos y los países de Europa.
[*] Faltan Italia y Suecia.

## Golfistas más ganadores
A continuación se listan los jugadores que ganaron al menos tres torneos majors.
Seis jugadores ganaron los cuatro torneos majors en su carrera: Jack Nicklaus, Tiger Woods, Gary Player, Ben Hogan, Gene Sarazen y Rory McIlroy. Nicklaus y Woods repitieron victoria en los cuatro torneos.
Nicklaus ha sido el máximo ganador en Augusta con seis victorias, seguido de Woods con cinco y Arnold Palmer con cuatro. En el Abierto estadounidense, los golfistas más ganadores han sido Nicklaus, Walter Hagen, Bobby Jones y Willie Anderson con cuatro triunfos cada uno.
Harry Vardon ganó el Abierto Británico seis veces, en tanto que John Henry Taylor, James Braid, el australiano Peter Thomson y Tom Watson lograron cinco triunfos cada uno. Los máximos vencedores en el Campeonato de la PGA han sido Nicklaus y Walter Hagen con cinco conquistas, en tanto que Woods ganó cuatro veces.
| Golfista           | Años con victorias | Masters de Augusta | Abierto estadounidense | Abierto Británico | Campeonato de la PGA | Total |
| ------------------ | ------------------ | ------------------ | ---------------------- | ----------------- | -------------------- | ----- |
| Jack Nicklaus      | 1962–1986          | 6                  | 4                      | 3                 | 5                    | 18    |
| Tiger Woods        | 1997–2019          | 5                  | 3                      | 3                 | 4                    | 15    |
| Walter Hagen       | 1914–1929          | 0                  | 2                      | 4                 | 5                    | 11    |
| Gary Player        | 1959–1978          | 3                  | 1                      | 3                 | 2                    | 9     |
| Ben Hogan          | 1946–1953          | 2                  | 4                      | 1                 | 2                    | 9     |
| Tom Watson         | 1975–1983          | 2                  | 1                      | 5                 | 0                    | 8     |
| Arnold Palmer      | 1958–1964          | 4                  | 1                      | 2                 | 0                    | 7     |
| Sam Snead          | 1942–1954          | 3                  | 0                      | 1                 | 3                    | 7     |
| Gene Sarazen       | 1922–1935          | 1                  | 2                      | 1                 | 3                    | 7     |
| Bobby Jones        | 1923–1930          | 0                  | 4                      | 3                 | 0                    | 7     |
| Harry Vardon       | 1896–1914          | 0                  | 1                      | 6                 | 0                    | 7     |
| Phil Mickelson     | 2004–2021          | 3                  | 0                      | 1                 | 2                    | 6     |
| Nick Faldo         | 1987–1996          | 3                  | 0                      | 3                 | 0                    | 6     |
| Lee Trevino        | 1968–1984          | 0                  | 2                      | 2                 | 2                    | 6     |
| Seve Ballesteros   | 1979–1988          | 2                  | 0                      | 3                 | 0                    | 5     |
| Rory McIlroy       | 2011–2025          | 1                  | 1                      | 1                 | 2                    | 5     |
| Byron Nelson       | 1937–1945          | 2                  | 1                      | 0                 | 2                    | 5     |
| James Braid        | 1901–1910          | 0                  | 0                      | 5                 | 0                    | 5     |
| John Henry Taylor  | 1894–1913          | 0                  | 0                      | 5                 | 0                    | 5     |
| Peter Thomson      | 1954–1965          | 0                  | 0                      | 5                 | 0                    | 5     |
| Brooks Koepka      | 2017–2019          | 0                  | 2                      | 0                 | 2                    | 4     |
| Raymond Floyd      | 1969–1986          | 1                  | 1                      | 0                 | 2                    | 4     |
| Willie Anderson    | 1901–1905          | 0                  | 4                      | 0                 | 0                    | 4     |
| Ernie Els          | 1994–2012          | 0                  | 2                      | 2                 | 0                    | 4     |
| Jim Barnes         | 1916–1925          | 0                  | 1                      | 1                 | 2                    | 4     |
| Bobby Locke        | 1949–1957          | 0                  | 0                      | 4                 | 0                    | 4     |
| Tom Morris Sr.     | 1861–1867          | 0                  | 0                      | 4                 | 0                    | 4     |
| Tom Morris Jr.     | 1868–1872          | 0                  | 0                      | 4                 | 0                    | 4     |
| Willie Park Sr.    | 1860–1875          | 0                  | 0                      | 4                 | 0                    | 4     |
| Jordan Spieth      | 2015–2017          | 1                  | 1                      | 1                 | 0                    | 3     |
| Jimmy Demaret      | 1940–1950          | 3                  | 0                      | 0                 | 0                    | 3     |
| Cary Middlecoff    | 1949–1956          | 1                  | 2                      | 0                 | 0                    | 3     |
| Ralph Guldahl      | 1937–1939          | 1                  | 2                      | 0                 | 0                    | 3     |
| Billy Casper       | 1959–1970          | 1                  | 2                      | 0                 | 0                    | 3     |
| Vijay Singh        | 1998–2004          | 1                  | 0                      | 0                 | 2                    | 3     |
| Hale Irwin         | 1974–1990          | 0                  | 3                      | 0                 | 0                    | 3     |
| Julius Boros       | 1952–1968          | 0                  | 2                      | 0                 | 1                    | 3     |
| Payne Stewart      | 1989–1999          | 0                  | 2                      | 0                 | 1                    | 3     |
| Larry Nelson       | 1981–1987          | 0                  | 1                      | 0                 | 2                    | 3     |
| Tommy Armour       | 1927–1931          | 0                  | 1                      | 1                 | 1                    | 3     |
| James Anderson     | 1877–1879          | 0                  | 0                      | 3                 | 0                    | 3     |
| Henry Cotton       | 1934–1948          | 0                  | 0                      | 3                 | 0                    | 3     |
| Bob Ferguson       | 1880–1882          | 0                  | 0                      | 3                 | 0                    | 3     |
| Pádraig Harrington | 2007–2008          | 0                  | 0                      | 2                 | 1                    | 3     |
| Nick Price         | 1992–1994          | 0                  | 0                      | 1                 | 2                    | 3     |
| Denny Shute        | 1933–1937          | 0                  | 0                      | 1                 | 2                    | 3     |
| Scottie Scheffler  | 2022–2025          | 2                  | 0                      | 0                 | 1                    | 3     |